# Cavour (metropolitana di Roma)
Cavour è una stazione della linea B della metropolitana di Roma.

## Storia
La stazione, inaugurata il 10 febbraio 1955, fu conosciuta come Via Cavour fino al 1990.

## Servizi
- Biglietteria automatica
- Servizi igienici

## Interscambi
- Fermata autobus ATAC

## Galleria d'immagini

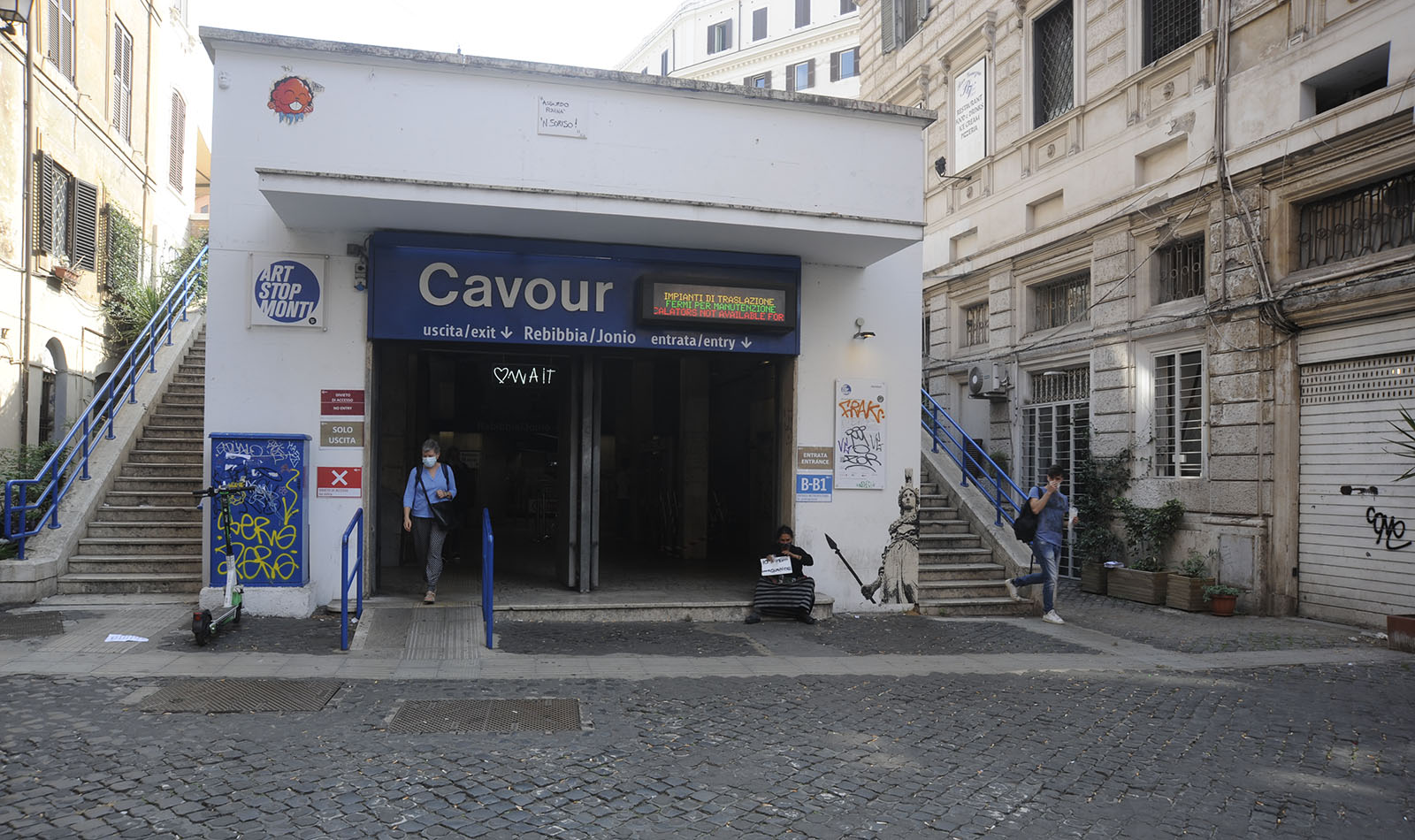
Uno dei due ingressi separati